# Unimog 411
L'Unimog 411 est un véhicule de la série Unimog de Mercedes-Benz. Daimler-Benz AG en a construit 39 581 unités à l'usine Mercedes-Benz de Gaggenau entre août 1956 et octobre 1974. Le 411 est le dernier des «Unimog classiques». Structurellement, le 411 est basé sur l'Unimog 401. Il s'agit également d'un véhicule utilitaire construit sur un châssis en échelle avec quatre roues de même taille et conçu en tant que porte-équipement, tracteur agricole et machine de travail universelle. Comme le 401, il avait un moteur de voiture, initialement de 30 ch (22 kW).
Il y avait au total douze modèles différents de 411, proposés dans de nombreuses variantes et avec trois empattements disponibles (1 720 mm, 2 120 mm et 2 570 mm) et livrés en version cabriolet conventionnelle, en tant que motrice et avec cabine de conduite fermé qui était fabriquée par Westfalia comme celle de son prédécesseur. La cabine de conduite fermée était disponible en deux versions, la type B est similaire à la cabine de conduite de l'Unimog 401, la type DvF est similaire aux cabines de conduite des camions Mercedes-Benz des années 1950 et 1960 avec des phares dans la calandre et des bandes chromées.
Au cours de sa longue phase de production, l'Unimog 411 a été techniquement révisé à plusieurs reprises. En raison du grand nombre de modifications subies par la gamme 411, quatre types de 411 sont distingués pour une meilleure différenciation : les 411 d’origine, les 411a, les 411b et les 411c. Bien que le 411 soit techniquement basé sur le 401, des caractéristiques de conception d'autres gammes d’Unimog ont également été adoptées pour le 411, y compris la conception des essieux de la gamme 406, qui a été utilisée sous une forme modifiée sur le 411 à partir de 1963. En tant que dernier Unimog classique, le 411 n'a pas de successeur direct, mais à partir de 1966, l'Unimog 421 faisait partie de la série Unimog, qui était techniquement basée sur le 411 et placée dans le même segment de produits.

## Historique du véhicule

### Développement

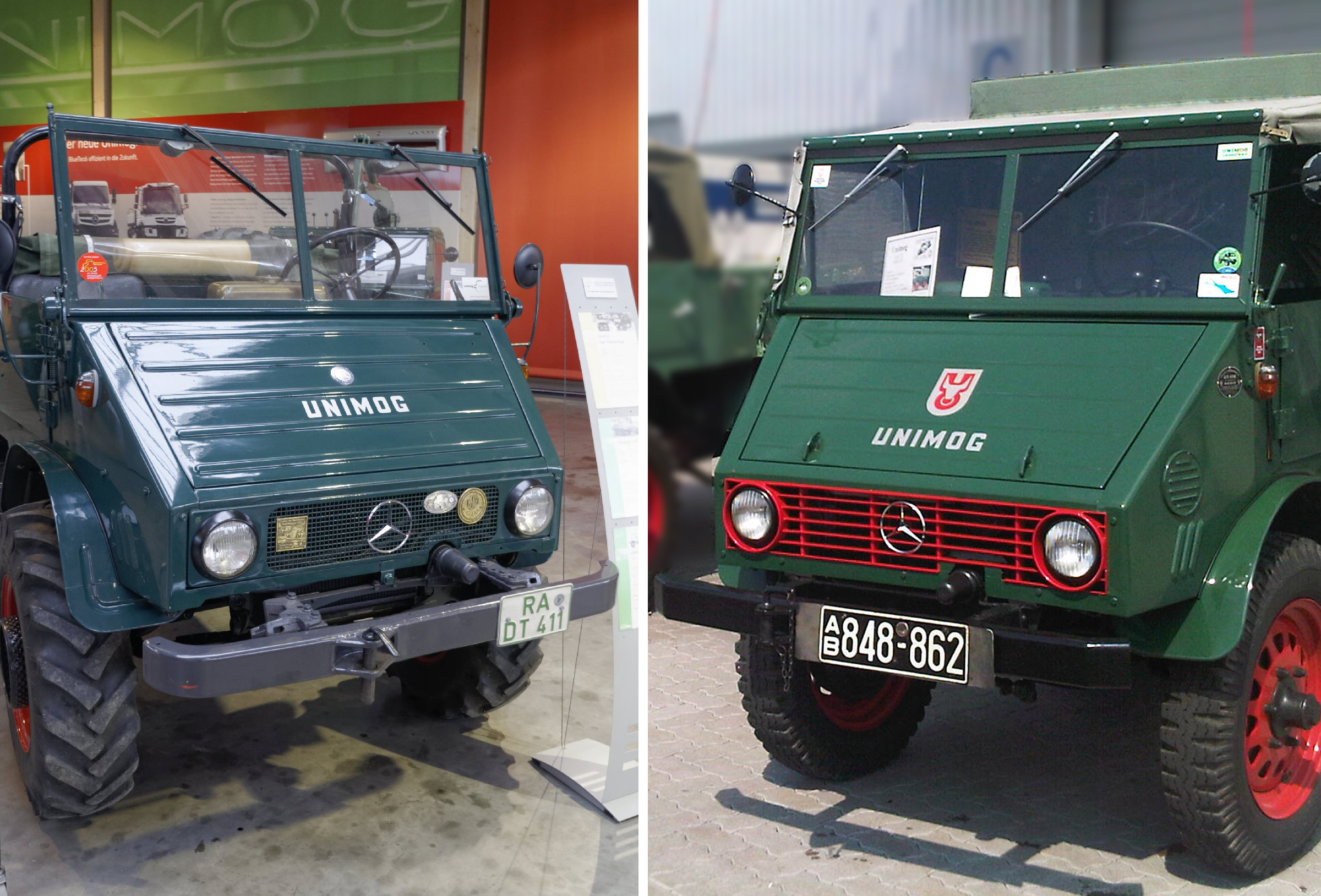
Gauche : Unimog 411c de 1966. Droite : Unimog 401. Différence immédiatement perceptible : la calandre du 411 est plus étroite et peinte de couleur carrosserie.

L'Unimog 411 n'est pas un développement complètement nouveau; Daimler-Benz a plutôt dérivé la gamme 411 des précédentes gammes 401 et 402. Le département de conception de l'Unimog, dirigé par Heinrich Rößler, était prudent quant aux nouveaux développements dans les années 1950, bien qu’il eût été envisagé de proposer l'Unimog 411 avec un moteur diesel de 40 ch (29,5 kW) et un moteur essence de 80 ch (59 kW). Cependant, ces idées n’ont été mises en œuvre que dans les gammes ultérieures. Les espoirs des développeurs étaient particulièrement grands sur le 411, avec une cabine entièrement en acier. L'objectif le plus important du département de développement était principalement la démonstration, les tests et l'amélioration de l'Unimog en tant que tel. Les principaux changements apportés au 411 par rapport à son prédécesseur sont une augmentation de 20 % de la puissance du moteur, des amortisseurs renforcés, des traverses renforcées pour le moteur, à partir de 1959, des roulements lisses au lieu de roulements à rouleaux pour la transmission manuelle et des pneus agrandis avec dimensions 7,5-18″ (dimensions 10-18″ sur équipement spécial), ce qui nécessitait un nouveau passage de roue; Sur le 411, les passages de roue avant sont légèrement plus longs en haut que sur le 401, afin que les pneus ne frottent pas lorsque la direction est tournée. De plus, la partie avant du 411 a été redessinée, de sorte que les bourrelets du capot étaient plus larges. De plus, la calandre était plus petite; il s'agissait désormais d'une calandre carrée peinte dans la couleur du véhicule au lieu des entretoises de son prédécesseur.
À partir de juin 1955, les cabriolets de la gamme 401 étaient déjà équipés de la cabine de conduite de la dernière gamme 411, il existe donc quelques véhicules hybrides. Le 411 est ensuite présenté au salon DLG de Hanovre en septembre 1956. Étant donné que de nombreuses modifications ont été apportées à l'Unimog 411 pendant toute la période de production en série, la littérature de l'usine Daimler-Benz divise la gamme 411 en quatre types afin de mieux distinguer les modifications techniques essentielles : le 411 original (1956-1961), le 411a (1961-1963), le 411b (1963-1965) et le 411c (1965-1974).
Avec l'Unimog 411, Daimler-Benz s'est fixé pour objectif de vendre 4 000 véhicules par an. Afin de répondre aux exigences, les demandes des clients ont été incluses et prises en compte lors du développement ultérieur de la gamme 411. Néanmoins, le 411 était plutôt un petit véhicule doté d'un moteur diesel qui ne produisait finalement que 34 ch (25 kW), ce qui était considéré comme trop faible pour certaines applications. Les analystes de Daimler-Benz préviennent que le taux de production annuel de l'Unimog 411 tomberait en dessous de 3 000 véhicules après 1960. Ce point a été atteint en 1964. C'est pourquoi Daimler-Benz a introduit un Unimog plus grand, le 406, en 1963. De l'ancien produit phare de la gamme Unimog, le 411 a été transformé en un Unimog léger. Cela ne signifie toutefois pas la fin du développement de l'Unimog 411 : à partir de 1963, les essieux de l'Unimog 406 sont également installés sous une forme modifiée sur le 411. Ces essieux sont plus stables, moins chers et plus faciles à entretenir. À partir de 1967, le 411 reçoit le même pare-chocs que l'Unimog 421.
Après l'introduction du type 411c en 1965, la gamme 411 n'a plus été développée à grande échelle; les modèles à empattement extra-long étaient la dernière innovation significative de la gamme de modèles à partir de 1969 pour le marché d'exportation. En mars 1966, l'Unimog 421, un véhicule techniquement similaire mais avec une apparence beaucoup plus moderne, est introduit et placé dans le même segment. Le 421, doté de la technologie de l'Unimog 411 et d'un moteur OM 621 de 2 litres à préchambre développant 40 ch (29,5 kW), a en fait été conçu en tant qu’ajout peu coûteux à la gamme 406, mais dès 1970, l'Unimog 421 était nettement plus populaire que le 411 similaire mais plus ancien et plus faible, et il était préféré par les clients. Néanmoins, l'Unimog 411 a continué à être construit sans modification. Ce n'est qu'en octobre 1974 que la production s'arrête après 39 581 véhicules. Certains véhicules ont probablement été à nouveau reproduits en 1975 pour un client militaire.

### Distribution
Sur le marché ouest-allemand, l'Unimog 411 coûtait 12 500 Deutsche Mark en version cabriolet de base lors de son introduction en 1956. Il était initialement équipé moteur OM 636.914, qui développe 30 ch DIN (22 kW) à 2 550 tr/min. L'Unimog 411 étant trop cher pour certains clients, un «modèle économique» est proposé de 1957 à 1959, l’U 25. L’U 25 a reçu son propre numéro de modèle, 411.116. Il manque le pare-brise, les vitres latérales, les essuie-glaces, le toit et d’autres petites pièces; Les sièges et le moteur proviennent de l'Unimog 2010, et la translation de l'essieu portique a également été modifiée. Ce fut un échec, seulement 54 unités furent vendues. À la fin des années 1950, la gamme 411 était également exportée aux États-Unis, où Curtiss-Wright vendait les modèles 411.112 et 411.117; la marque Mercedes-Benz a été conservée. En 1965, la version de base coûtait 15 300 Deutsche Mark. Daimler-Benz AG a réalisé ses plus grandes ventes d'Unimog en Allemagne de l'Ouest. En 1962, les ventes mondiales de l'U 411, hors activité de pièces détachées, s'élevaient à 54 870 000 DM.

### Prototype pour l'armée française
À la demande de l'armée française, Daimler-Benz construit en 1957 un prototype basé sur la gamme 411 avec un moteur essence. Le véhicule reçut le numéro de châssis 411.114 75 00939 et fut affecté au modèle 411.114, qui fut réaffecté en 1969 pour les modèles à empattement extra-long. Le prototype 411.114 avait l'empattement long de 2 120 mm, la transmission et l'embrayage de l'Unimog S et des pneus mesurant 7,5-18″. Le moteur essence quatre cylindres souhaité et installé était le M 121 avec une cylindrée de 1 897 cm³ et une puissance de 65 ch (48 kW) à 4 500 tr/min et un couple maximal de 128 N·m à 2 200 tr/min, tel qu'utilisé dans la Mercedes 180. La vitesse maximale était de 90 km/h. La particularité est le pare-brise renforcé avec les essuie-glaces en bas. L'armée française a testé le véhicule pendant près de 9 000 heures de fonctionnement et a décidé de ne pas l'acquérir en raison de son centre de gravité élevé. Sur la base de ce prototype, Daimler-Benz a développé d'autres véhicules militaires dotés d'une charge utile d'une tonne.

### Cabine Westfalia

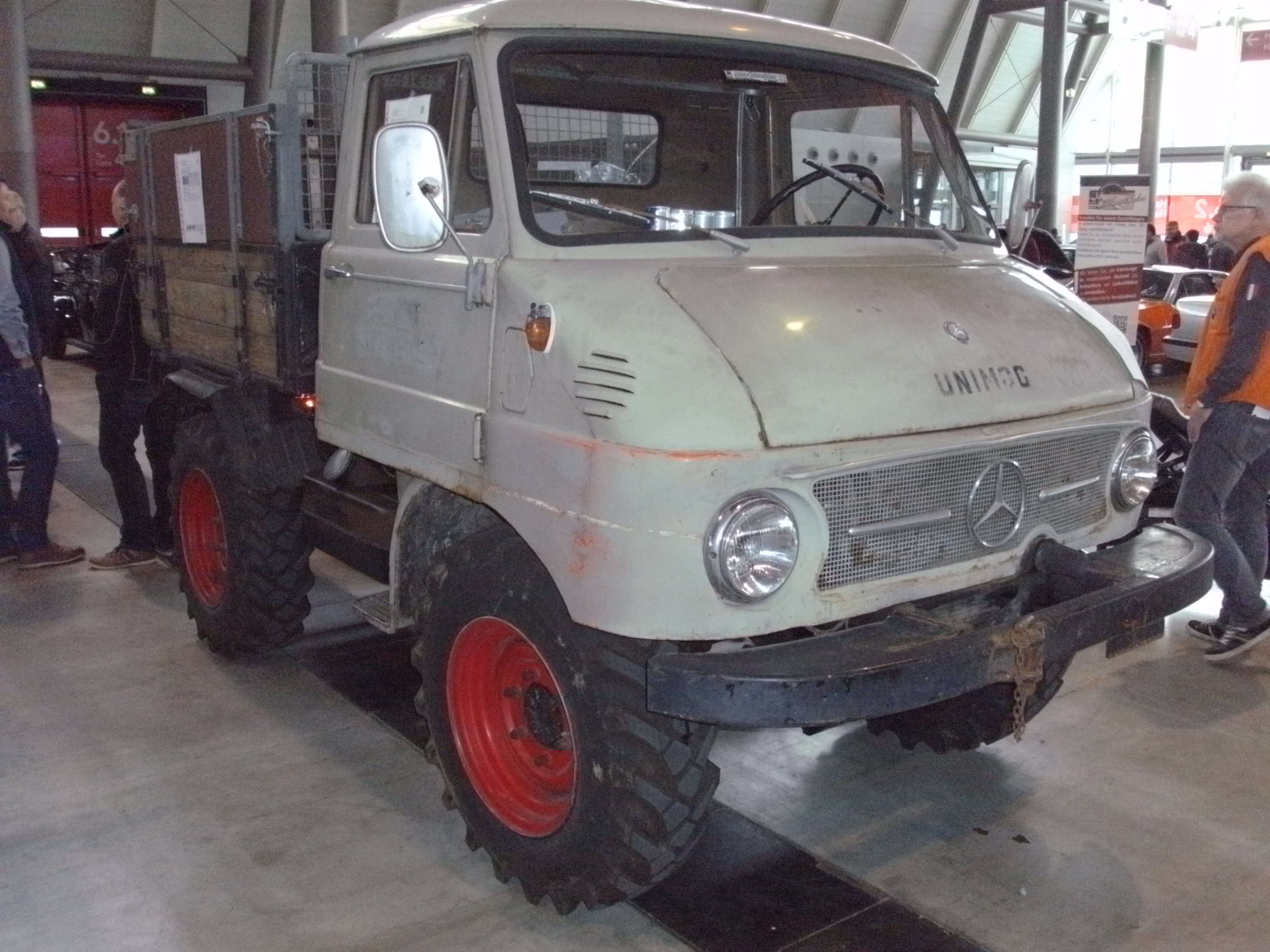
Unimog 411.120 de 1966, Cabine de conduite type DvF de Westfalia. Puissance : 34 CV (25 kW)

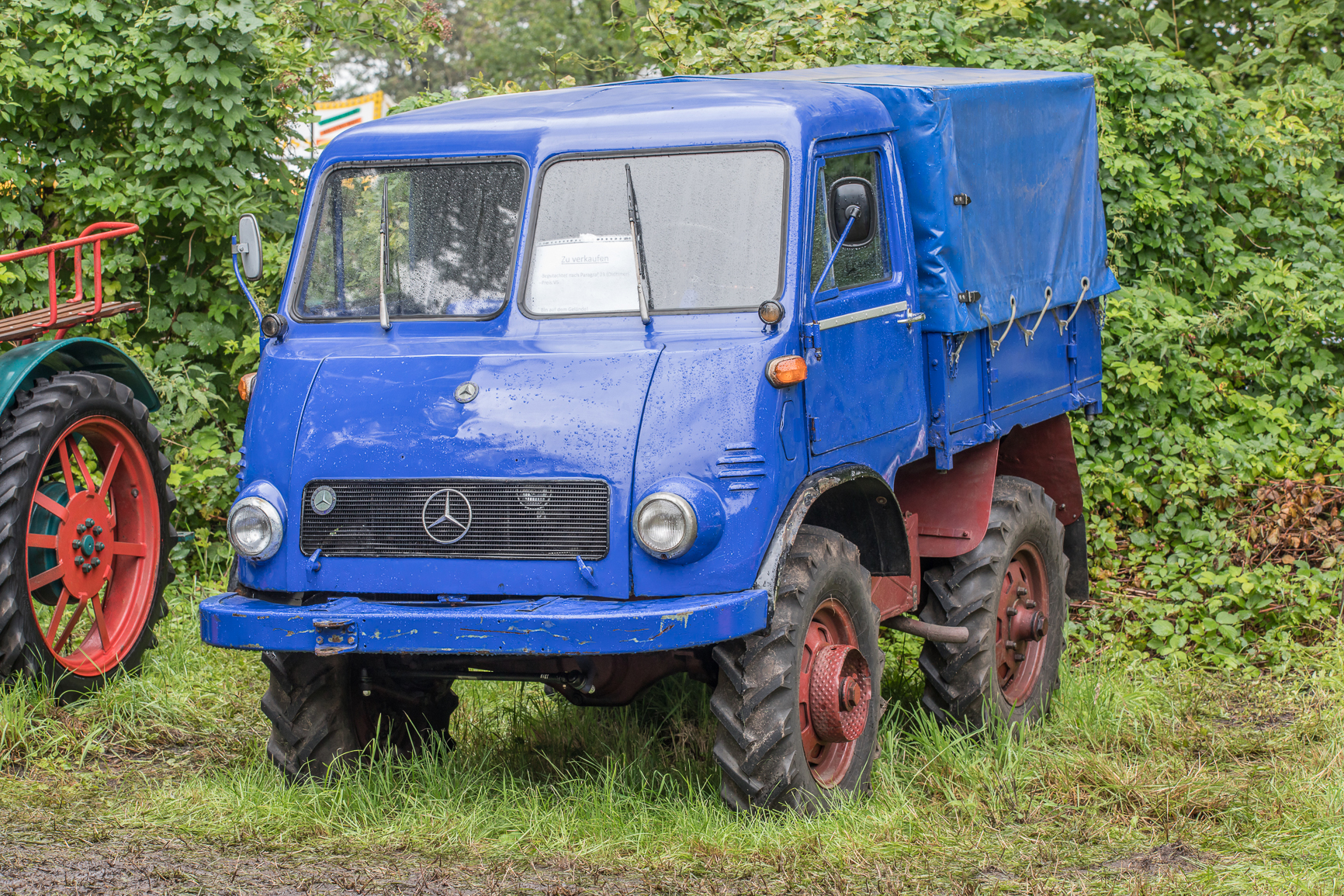
Unimog 411 avec cabine de conduite type B de Westfalia

Comme pour les Unimog 401 et 402 auparavant, une cabine de conduite fermée était proposée pour l'Unimog 411, fabriqué par Westfalia à Wiedenbrück. Daimler-Benz équipait d’usine les Unimog de cette cabine. Lorsque la production de la gamme 411 commença en août 1956, la cabine de conduite de type B, déjà construite pour l'Unimog 401, fut modifiée pour le nouveau châssis de l'Unimog 411 et l'extérieur resta presque inchangé. Elle porte le numéro de modèle 411.520. Cette cabine est surnommée œil de grenouille et n'a été construite que 1 107 fois, les modèles 411.111 (empattement de 1 720 mm) et 411.113 (empattement de 2 120 mm) en furent équipés jusqu'à leur arrêt de production en octobre 1961. Dès 1957, Westfalia lançait une nouvelle cabine de conduite pour l'Unimog 411. Elle porte le numéro de modèle 411.521 et est appelée cabine de conduite type DvF. DvF signifie type D, verbreitertes Fahrerhaus (cabine élargie en Allemand). Comme son nom l'indique, ses dimensions ont été considérablement augmentées par rapport à la cabine de type B, elle a un volume 30 % plus grand et plus large que la plate-forme de chargement de l'Unimog. Le pare-brise est indivis et l'ergonomie a été nettement améliorée. La forme suit le design des camions de la marque Mercedes-Benz dans les années 1950 et 1960 avec une calandre elliptique avec des phares encastrés sur le bord extérieur et de somptueuses garnitures chromées. Contrairement aux modèles cabriolet, le pare-chocs avant est plus arrondi et plus courbé aux extrémités. Sur demande, Daimler-Benz pouvait équiper la cabine DvF d'un chauffage. L'inconvénient de la cabine DvF était la charge thermique élevée causée par la chaleur perdue du moteur. La raison en est le capot moteur qui s'étend loin dans l'habitacle et n'isole pas suffisamment la cabine conducteur du moteur. La production de l'Unimog 411 s'est arrêtée en 1974, mais Westfalia a continué à construire la cabine DvF jusqu'en 1978.
En outre, Westfalia a testé au milieu des années 1960 un toit rigide en PRV pour les versions cabriolets de l'Unimog 411. Il offrait une meilleure protection contre les intempéries et une meilleure visibilité sur les côtés que le toit en tissu. Bien que des brochures aient été imprimées et que le toit rigide ait été inclus dans le catalogue officiel de l'Unimog, il n'a pratiquement pas été vendu. On ne sait pas combien d'exemplaires ont été produits avec le toit rigide.

### Changements de modèle annuels

#### 411 original
En 1957, le 411 fut considérablement modifié. Les clignotants ont donc été éliminés et remplacés par des clignotants d’automobiles conventionnels. D'autres innovations externes incluent le nouveau badge Mercedes sur le capot et les feux arrière modifiés. La puissance du moteur a été augmentée à 32 ch (23,5 kW) à partir de mars et, si vous le souhaitez, la transmission pouvait être livrée synchronisée, en juillet, de nouveaux ressorts ont suivi sur les trains arrière avec un diamètre de fil de 19,5 mm au lieu de 18 mm, à partir de septembre, une direction renforcée avec un volant à trois branches de Fulmina a été installée. Sur les modèles cabriolets, les vitres latérales en Cellon ont été remplacées par des vitres en polychlorure de vinyle en mai 1957. En mai également, Mercedes-Benz a présenté le modèle économique U 25. La nouvelle cabine de conduite type DvF de Westfalia a été présentée au Salon de l’automobile de Francfort en septembre; Un système de freinage pour remorque était disponible à partir d'octobre.
À partir de mars ou avril 1958, l'Unimog 411 est équipé de série d'un réservoir de carburant d'une capacité de 60 litres au lieu de seulement 40 litres. Les autres changements étaient plutôt mineurs, notamment la modification du système de freinage, un interrupteur de préchauffage et de démarrage combiné a été installé, la prise de mouvement est renforcée et des fenêtres battantes ont été installées sur la cabine de conduite type DvF de Westfalia.
À partir de janvier 1959, la transmission synchrone, auparavant uniquement proposée en option, fait partie de l'équipement standard. Le modèle économique U 25 a été abandonné en 1959 sans remplacement.

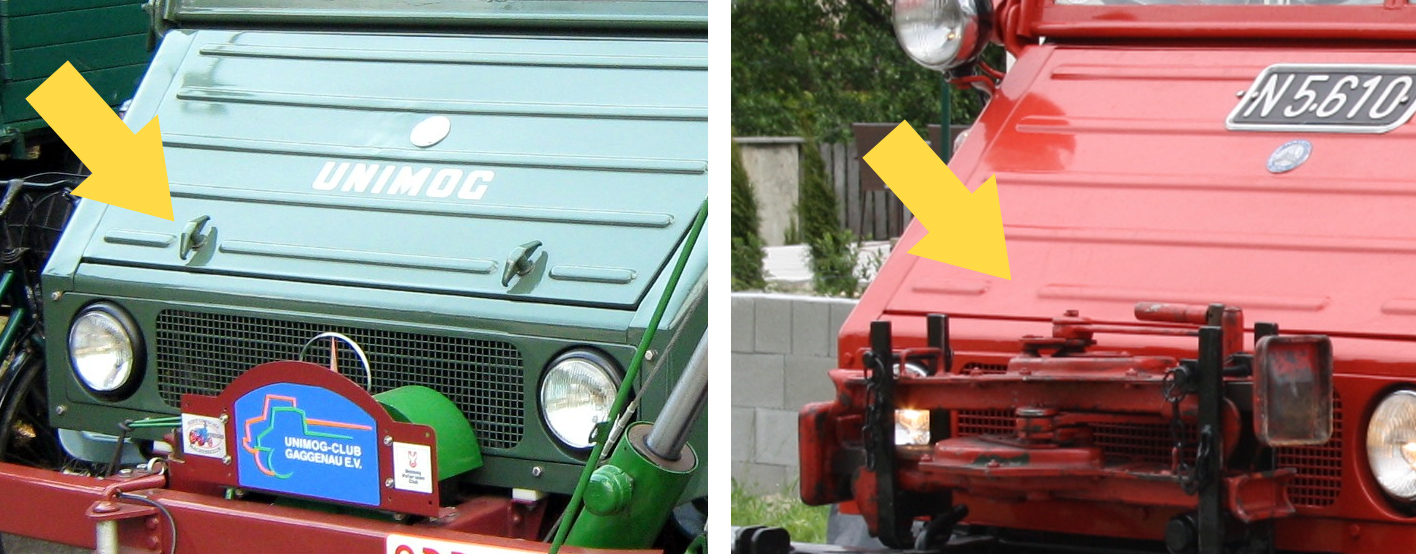
Le verrou à déclic est installé à droite, de sorte que les bascules externes ne sont plus nécessaires.

En janvier 1960, le système de numérotation des châssis est modifié afin que les deux premiers chiffres ne forment plus un numéro allant de 55 à 95. Au lieu de cela, les numéros de châssis commençaient par «01» à partir de 1960. Le design du capot a été modifié. Des verrous à pression ont été installés, éliminant le besoin de bascules externes. De plus, les rétroviseurs étaient fixés plus bas et non plus sur le montant A. Pour l'introduction de la cabine de conduite à trois points en octobre 1961, la suspension arrière de la cabine de conduite a été adaptée en mars 1960.

#### 411a
En octobre 1961, une mise à niveau complète du modèle a eu lieu sur l'Unimog 411, qui a principalement amélioré la gamme sur le plan technique : le 411 original a été remplacé par le 411a. Le 411a a été produit en série à partir du 9 octobre 1961 et se distingue du 411 original par le cadre en échelle avec des longerons plus hauts : maintenant de 120 mm au lieu de 100. De plus, un nouveau système hydraulique avec relevage avant et arrière a été proposé et la cabine du conducteur a été dotée d'une suspension à trois points, ce qui a considérablement augmenté le confort des occupants. Le type 411a est reconnaissable aux phares, qui ne sont plus fixés au cadre mais à la calandre, ce qui signifie qu'ils dépassent légèrement vers l'avant, tout comme le pare-chocs avant, incurvé aux extrémités. La plateforme comporte quatre panneaux latéraux de chaque côté au lieu de trois et est distante de 30 mm de la cabine du conducteur. La production de véhicules équipés de la cabine type B de Westfalia fut finalement arrêtée en octobre 1961.
En 1962, les encoches sur le capot pour les commandes qui n'étaient plus nécessaires ont été supprimées et tous les véhicules ont reçu un nouveau système de clignotants de Bosch. La lunette arrière de la capote a été agrandie et les cabines DvF ont reçu des anneaux de phares en deux parties.

#### 411b
En mars 1963-1964, la production du 411a a été arrêtée en raison du nouveau 411b. Le changement le plus important apporté au 411b a été l'introduction de la conception de l'essieu de l'Unimog 406, qui a remplacé l'ancien essieu fabriqué par Erhard & Söhne. Le pare-brise a été augmenté de 410 mm à 450 mm et les modèles cabriolets ont reçu une fenêtre triangulaire derrière le montant A. A l'arrière, les ailes étaient entièrement noires. D'autres modifications techniques comprenaient un système d'échappement modifié, une assistance de direction hydraulique proposée en option et un nouveau maître-cylindre de frein désormais à deux étages.

#### 411c
Le 411b a été construit jusqu'en février 1965, et à partir de février 1965 le type 411c a été produit en série, la principale différence par rapport au 411b étant l'augmentation de 2 ch (1 471 W) de la puissance du moteur. Daimler-Benz a continué à installer le moteur OM 636.914; Cependant, la vitesse nominale a été augmentée de 2 550 tr/min à 2 750 tr/min. De plus, la culasse et la pompe d'injection ont été changés. Cela a abouti à une amélioration des performances à 34 ch (25 kW). Afin de maintenir les mêmes vitesses de conduite au régime nominal du moteur, le rapport de transmission des essieux a été modifié de 25:7 à 35:9. Le support de capote arrière, le compteur de vitesse dans la cabine, la poulie à courroie trapézoïdale du compresseur et les feux arrière ont également été modifiés. Avec l'introduction du type 411c en 1965, il y avait trois modèles, les 411.118, 411.119 et 411.120, déclinés en neuf versions.
À partir d'avril 1966, la couleur standard de l'Unimog passe du Unimog-Grün (DB 6286) au Lkw-Grün (DB 6277). Les charnières des parois latérales de l'Unimog 421 ont été installées et les supports de ressort arrière étaient coulés. Les modèles équipés d'une cabine DvF de Westfalia ont reçu une poignée sur le montant A pour faciliter l'accès.
| Lkw-Grün (DB 6277) | Unimog-Grün (DB 6286) |

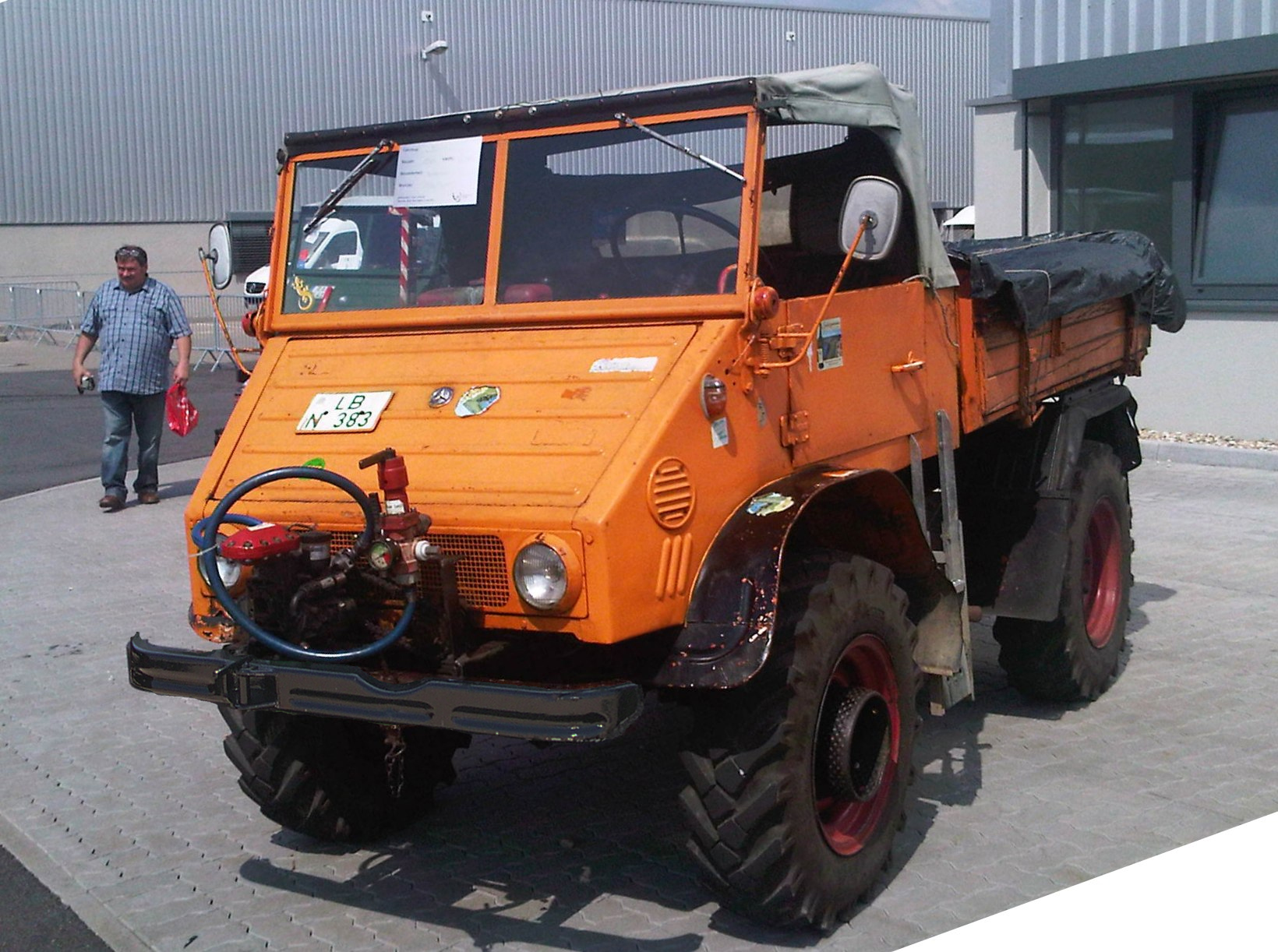
Unimog 411c. À partir de 1967, le 411 reçut le pare-chocs de l'Unimog 421.

En 1967, le changement le plus important par rapport à 1966 a été l'introduction du pare-chocs de l'Unimog 421, reconnaissable à son bourrelet longitudinal. De plus, des roulements pivotants sur l'essieu avant et une protection de poignée de porte ont été installés sur les modèles cabriolets.
En 1968, le cadre a reçu un nouveau support de plaque de montage et des poutres avant et arrière soudées. Le thermostat a été modifié et les cabines DvF ont reçu de nouveaux rétroviseurs extérieurs.
La dernière innovation majeure remonte à 1969, lorsque l'empattement extra-long de 2 570 mm a été introduit pour l'exportation avec le modèle 411.114. Le modèle 411.114 a été principalement livré à l'armée portugaise, qui a utilisé le véhicule pendant la guerre civile angolaise. La direction Fulminal a été remplacée par une direction ZF Gemmer type 7340. De plus, les conduites de carburant étaient en plastique.
En 1970, la disposition des trous dans le tableau de bord a été modifiée pour accueillir une jauge de carburant et un interrupteur de préchauffage en équipement standard.
En 1971, les clignotants ronds sont remplacés par des clignotants carrés, un système de lave-glace est introduit et le cadre du pare-brise est peint en noir. En 1972, tous les véhicules reçurent un nouveau volant à deux branches et les modèles cabriolets reçurent des rétroviseurs extérieurs plus modernes. Rien n'a changé en 1973 et 1974.

## Modèles
L'Unimog 411 était proposé dans de nombreuses variantes de modèles. Les noms de modèles représentent le type de véhicule et les caractéristiques d'équipement de l'Unimog, mais ne fournissent qu'une indication limitée du modèle. Le nom de modèle d'un Unimog 411 est composé d'un, deux ou trois suffixes qui déterminent le type de véhicule, la puissance du moteur en chevaux DIN et, si nécessaire, de préfixes qui identifient les caractéristiques d'équipement. Un U 34 L fait référence à un Unimog équipé de série avec un moteur d’une puissance de 34 ch (25 kW) et un empattement long. Il y avait les suffixes et préfixes suivants : si l’un ou l’autre n'a pas été utilisé pendant toute la période de production, il est marqué:
- U : Unimog en version de base
- A : Sans système de freinage pour remorque
- B : Avec système de freinage pour remorque (jusque 1961)
- C : Avec relevage pneumatique (jusque 1961)
- D : Avec système de freinage pour remorque (à partir de 1961)
- F : Cabine type DvF de Westfalia
- H : Avec relevage hydraulique (à partir de 1961)
- L : Empattement long de 2 120 mm
- S : Tracteur

Les performances moteur suivantes étaient proposées :
- 25 ch (18,5 kW)
- 30 ch (22 kW)
- 32 ch (23,5 kW)
- 34 ch (25 kW)
- 36 ch (26,5 kW)

## Aperçu

### Aperçu du modèle

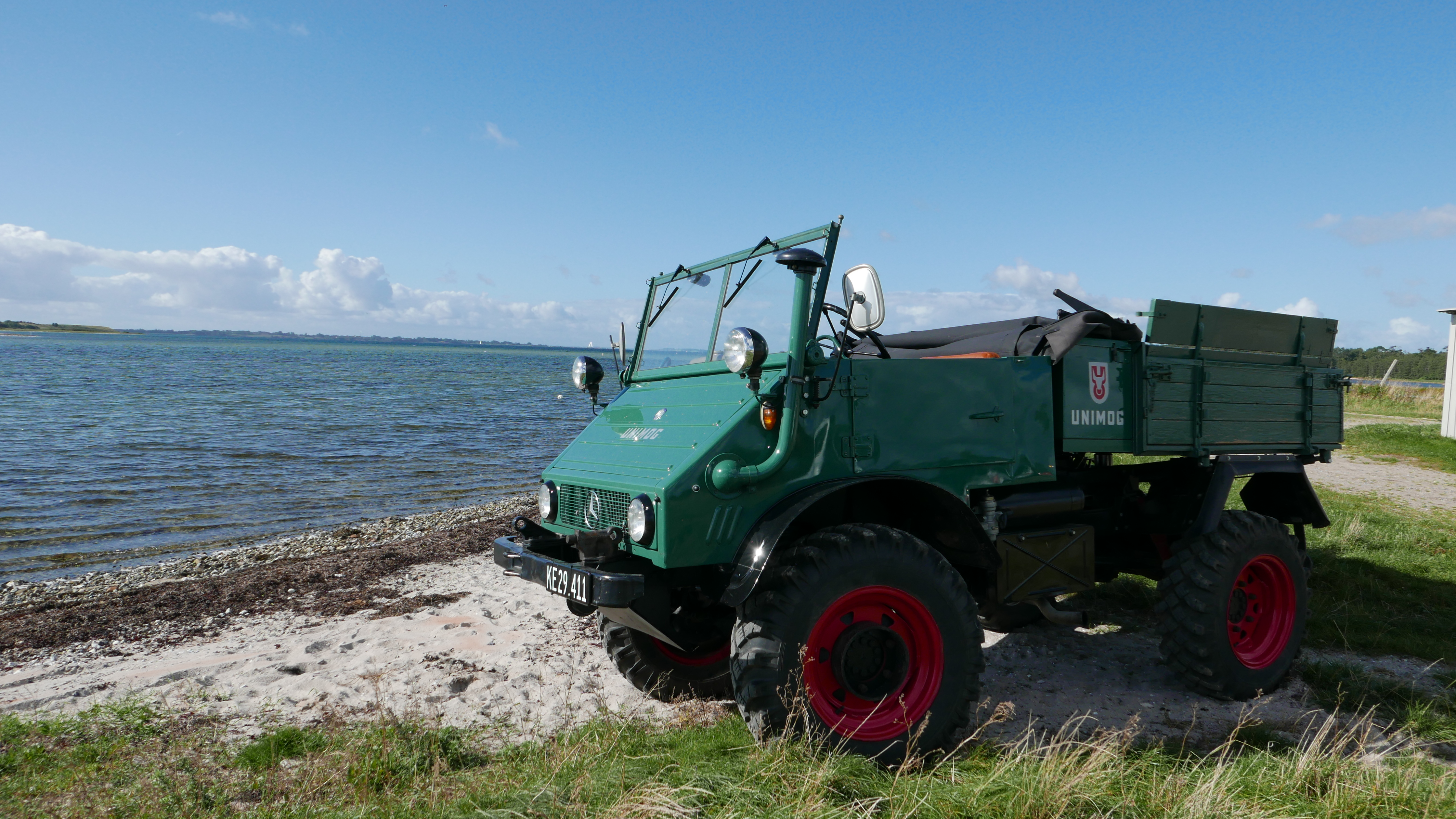
Unimog 411.119 de 1963–1974 avec empattement long de 2 120 mm

Au total, 39 581 Unimog 411 et 350 ensembles partiels répartis en douze modèles différents ont été construits. 11 604 unités avaient la cabine de type DvF, 1 107 avaient la cabine de type B et 26 870 Unimog 411 étaient des cabriolets. Environ 57,2 % de tous les Unimog 411 construits avaient un empattement long de 2 120 mm et 2,9 % avaient un empattement extra-long de 2 570 mm. Les modèles suivants de l'Unimog 411 ont été construits :
| Modèle  | Type de 411 | Période de production | Cabine                     | Empattement | Puissance (kW) | Chiffres de production | Remarques |
| ------- | ----------- | --------------------- | -------------------------- | ----------- | -------------- | ---------------------- | --- |
| 411.110 | 411         | De 08/1956 à 09/1957  | Cabriolet                  | 1 720 mm    | 22             | 8 977                  | |
| 411.110 | 411         | De 09/1957 à 10/1961  | Cabriolet                  | 1 720 mm    | 23,5           | 8 977                  | |
| 411.110 | 411a        | De 10/1961 à 01/1963  | Cabriolet                  | 1 720 mm    | 23,5           | 8 977                  | |
| 411.111 | 411         | De 09/1956 à 10/1961  | Type B de Westfalia        | 1 720 mm    | 22             | 819                    | |
| 411.112 | 411         | De 09/1956 à 10/1961  | Cabriolet                  | 2 120 mm    | 23,5           | 6 155                  | |
| 411.112 | 411a        | De 10/1961 à 01/1963  | Cabriolet                  | 2 120 mm    | 23,5           | 6 155                  | |
| 411.113 | 411         | De 09/1956 à 10/1961  | Type B de Westfalia        | 2 120 mm    | 22             | 288                    | |
| 411.114 | 411c        | De 10/1969 à 1973     | Cabriolet                  | 2 570 mm    | 26,5           | 1 091                  | En 1957, un prototype fut construit sur la base du modèle 411.114, doté d'un moteur essence de 48 kW et d'un empattement de 2 120 mm. En 1969, le nom de modèle 411.114 a été réaffecté. |
| 411.115 | 411c        | De 10/1968 à 1973     | Cabriolet                  | 2 570 mm    | 26,5           | 54                     | |
| 411.116 | 411         | De 05/1957 à 1959     | Cabriolet                  | 1 720 mm    | 18,5           | 54                     | |
| 411.117 | 411         | De 09/1957 à 10/1961  | Type DvF de Westfalia      | 2 120 mm    | 23,5           | 6 906                  | |
| 411.117 | 411a        | De 10/1961 à 03/1963  | Type DvF de Westfalia      | 2 120 mm    | 23,5           | 6 906                  | |
| 411.118 | 411b        | De 01/1963 à 02/1965  | Cabriolet                  | 1 720 mm    | 23,5           | 2 072                  | |
| 411.118 | 411c        | De 02/1965 à 10/1974  | Cabriolet                  | 1 720 mm    | 25             | 2 072                  | |
| 411.119 | 411b        | De 01/1963 à 02/1965  | Cabriolet                  | 2 120 mm    | 23,5           | 8 467                  | |
| 411.119 | 411c        | De 02/1965 à 10/1974  | Cabriolet                  | 2 120 mm    | 25             | 8 467                  | |
| 411.120 | 411b        | De 03/1963 à 02/1965  | Type DvF de Westfalia      | 2 120 mm    | 23,5           | 4 698                  | |
| 411.120 | 411c        | De 02/1965 à 10/1974  | Type DvF de Westfalia      | 2 120 mm    | 25             | 4 698                  | |
| 411.160 | 411c        | De 05/1968 à 1969     | Cabine de conduite ouverte | –           | 26,5           | 350                    | Pièces fabriquées pour Gafner ayant servi de base au débusqueur Gafner MB 411 |

### Quantités selon modèle et année de fabrication
Pour des raisons techniques, il est temporairement impossible d'afficher le graphique qui aurait dû être présenté ici.

### Quantités par cabine de conduite
Pour des raisons techniques, il est temporairement impossible d'afficher le graphique qui aurait dû être présenté ici.

### Quantités par type
Pour des raisons techniques, il est temporairement impossible d'afficher le graphique qui aurait dû être présenté ici.

### Quantités selon empattement
Pour des raisons techniques, il est temporairement impossible d'afficher le graphique qui aurait dû être présenté ici.

## Tarifs de base
La gamme 411 a été construite en différentes versions, les prix de base (prix catalogue) pour le marché ouest-allemand sont indiqués ci-dessous dans un tableau :
| Modèle | Année                     | Équipement standard | Empattement | Prix                 |
| ------ | ------------------------- | --- | ----------- | -------------------- |
| U 30   | 1956                      | Cabine de conduite ouverte | 1 720 mm    | 12 500 Deutsche Mark |
| D 32   | Depuis le 12 octobre 1961 | Cabine de conduite ouverte, système de freinage pour remorque, compresseur, double manomètre, tuyau de gonflage des pneus                        | 1 720 mm    | 14 350 Deutsche Mark |
| DL 32  | Depuis le 12 octobre 1961 | Cabine de conduite ouverte, système de freinage pour remorque, compresseur, double manomètre, tuyau de gonflage des pneus                        | 2 120 mm    | 14 720 Deutsche Mark |
| DFL 32 | Depuis le 12 octobre 1961 | Cabine de conduite fermée, système de freinage pour remorque, compresseur, double manomètre, tuyau de gonflage des pneus, chauffage, ventilation | 2 120 mm    | 16 575 Deutsche Mark |
| H 32   | Depuis le 12 octobre 1961 | Cabine de conduite ouverte, système hydraulique, relevage électrique à trois points                                                              | 1 720 mm    | 15 100 Deutsche Mark |
| HL 32  | Depuis le 12 octobre 1961 | Cabine de conduite ouverte, système hydraulique, relevage électrique à trois points                                                              | 2 120 mm    | 15 470 Deutsche Mark |
| HFL 32 | Depuis le 12 octobre 1961 | Cabine de conduite fermée, chauffage, ventilation, système hydraulique, relevage électrique à trois points                                       | 2 120 mm    | 17 475 Deutsche Mark |
| D 34   | Depuis le 1er Mars 1965   | Cabine de conduite ouverte, système de freinage pour remorque                                                                                    | 1 720 mm    | 15 300 Deutsche Mark |

## Description technique

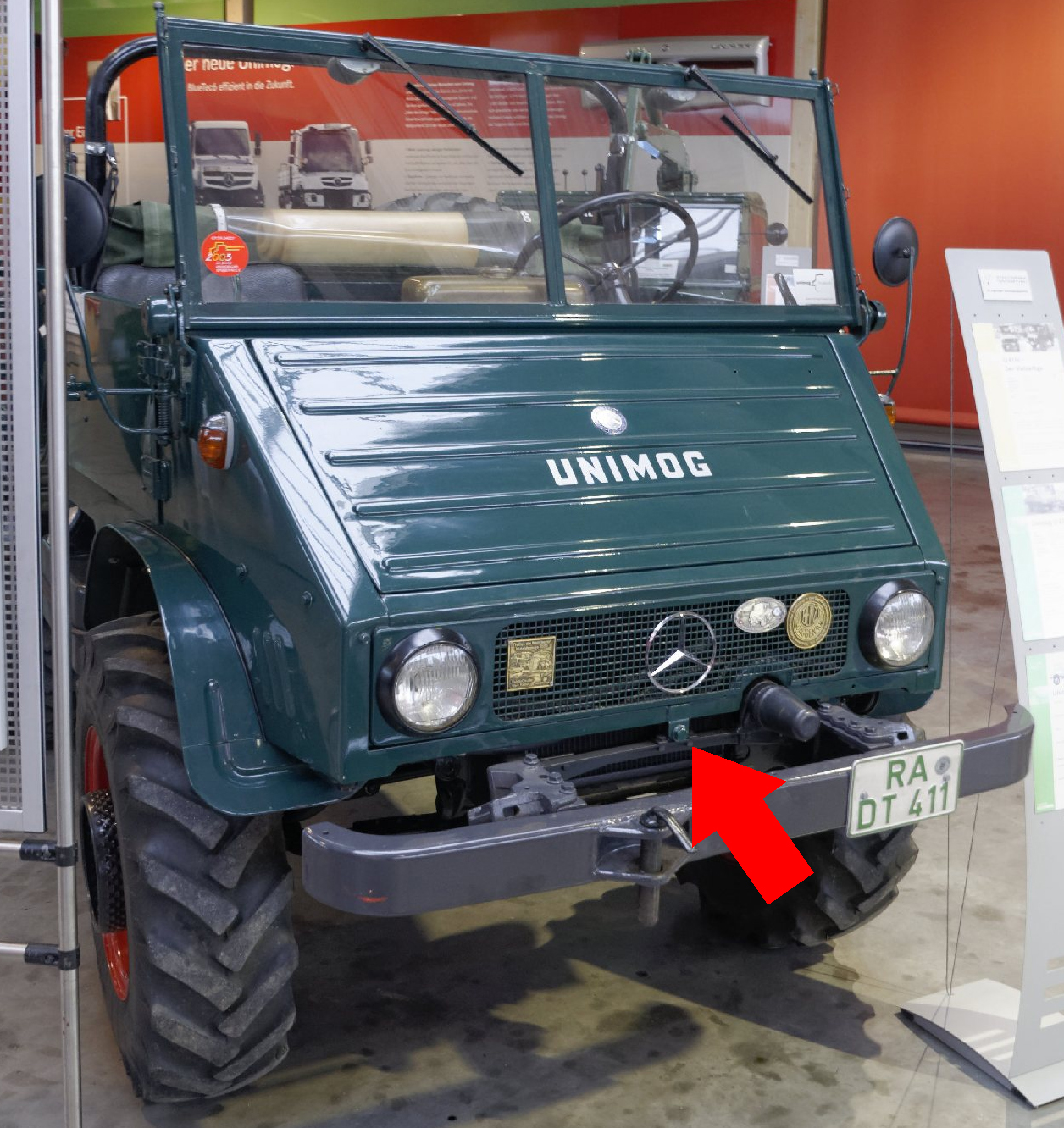
Le palier avant de la suspension à trois points de la cabine de conduite est clairement visible directement sous l'étoile Mercedes

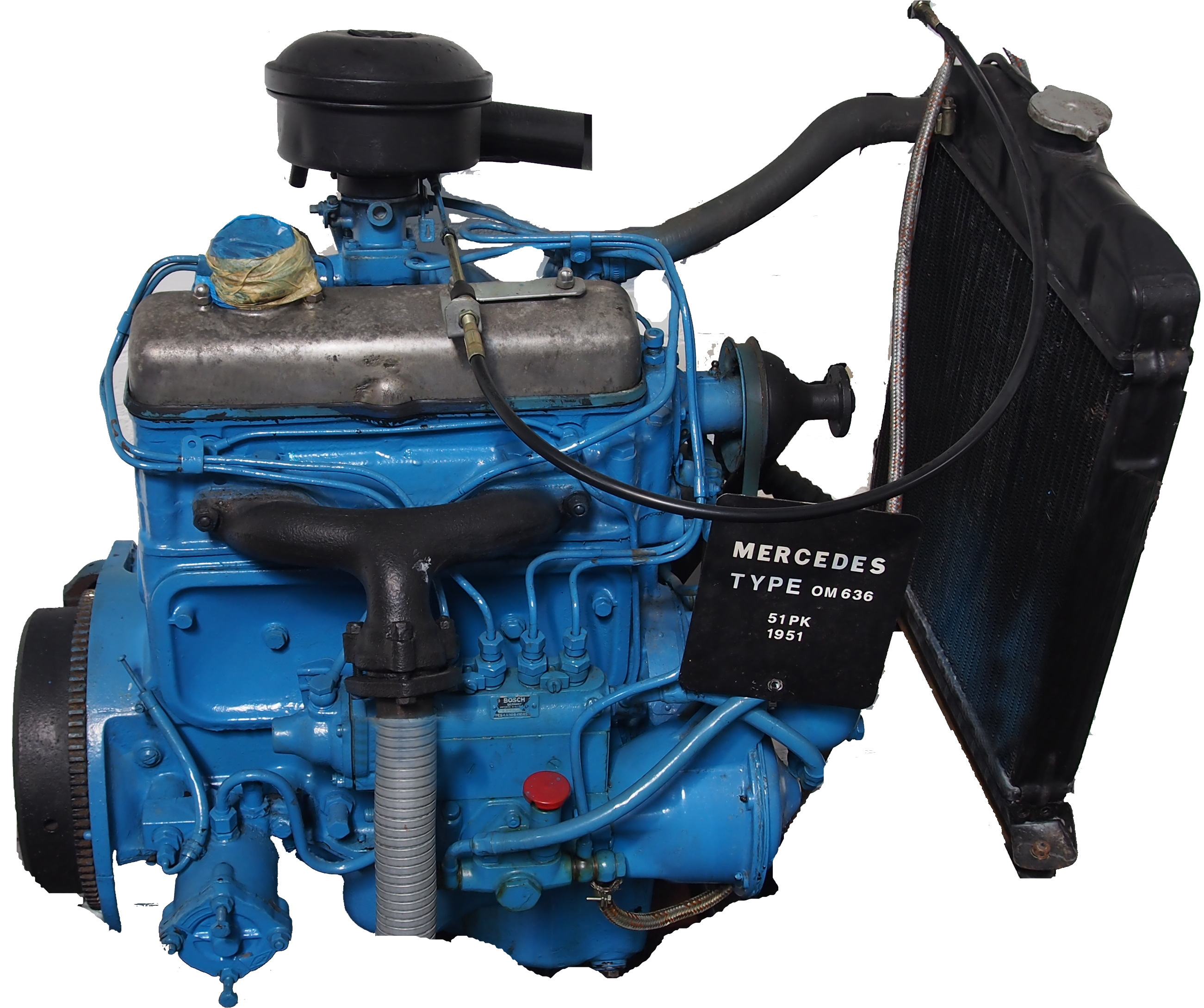
Moteur diesel OM 636, ici un modèle pour voiture de tourisme, probablement un 636.930

L'Unimog 411 est un véhicule polyvalent compact doté de quatre roues de même taille. Il est doté d'un châssis en échelle à profil en U et d'essieux portiques rigides à l'avant et à l'arrière. Pour entraîner des équipements supplémentaires, un arbre de prise de force standard est installé à l'avant et à l'arrière, dont la vitesse peut être réglée à 540 tr/min ou à 1 000 tr/min. Ils peuvent être allumés indépendamment les uns des autres. Le 411 est un véhicule à propulsion arrière et à traction avant commutable avec blocages de différentiel sur les deux essieux. Une benne est construite sur la partie arrière du châssis en échelle.

### Cabine de conduite
L'Unimog 411 était disponible avec une capote en tissu («cabriolet») et une cabine de conduite fermée; Westfalia a fourni les cabines de conduite fermées. Toutes les cabines, y compris la version cabriolet, disposent d'une suspension rigide à quatre points sur le modèle 411 original et d'une suspension à trois points à partir du modèle 411a (octobre 1961). Le cabriolet et la cabine fermée ont deux sièges. Sur le modèle original, la cabine conducteur et la plate-forme forment une unité structurelle; à partir du 411a, les deux parties sont séparées.

### Moteur
L'Unimog 411 est propulsé par le moteur diesel quatre cylindres en ligne OM 636.914 à préchambre. Ce moteur a une cylindrée de 1 767 cm³, un arbre à cames latéral et des soupapes en tête. Le moteur refroidi par eau est installé au milieu de l'avant et légèrement incliné vers l'arrière. Le démarrage est assuré par un démarreur électrique. La puissance était initialement de 30 ch (22 kW) à 2 550 tr/min, cependant, elle a été progressivement augmentée jusqu'à 32 ch (23,5 kW) et finalement 34 ch (25 kW) au cours de la période de production; Le modèle économique U 25 a reçu le moteur de 25 ch (18,5 kW) à 2 350 tr/min; Cependant, il n'a atteint qu'un petit nombre de ventes. Pour certains modèles d'exportation, le moteur était également proposé avec 36 ch (26,5 kW).

### Châssis
Le châssis-échelle de l'Unimog 411 est un châssis plat constitué de profilés en U pliés (plus tard roulés) avec une hauteur de 100 mm (411 original) ou 120 mm (types 411a, b, c). Les profilés en U sont reliés à cinq traverses rivetées. Deux traverses sont situées à proximité l'une de l'autre à l'avant et à l'arrière, et une traverse se trouve directement derrière la cabine de conduite. La traverse arrière est en outre reliée aux profilés en U par deux traverses qui sont fixées en son milieu et s'étendent en diagonale par rapport à la traverse suivante, formant ainsi des triangles. La structure de la cabine et de la plateforme étant reliée au châssis en quatre points sur le modèle d'origine, les pièces ne peuvent pas se tordre les unes contre les autres, ce qui favoriserait les cassures, les fissures et les déformations permanentes. À partir du 411a, les châssis pouvaient mieux se tordre, car la cabine de conduite avait désormais deux points de suspension à l'arrière, mais un seul à l'avant. Divers accessoires tels que des supports, des fermes et des plaques supplémentaires ont été proposés pour le châssis afin de pouvoir fixer des appareils supplémentaires au châssis.

### Essieux

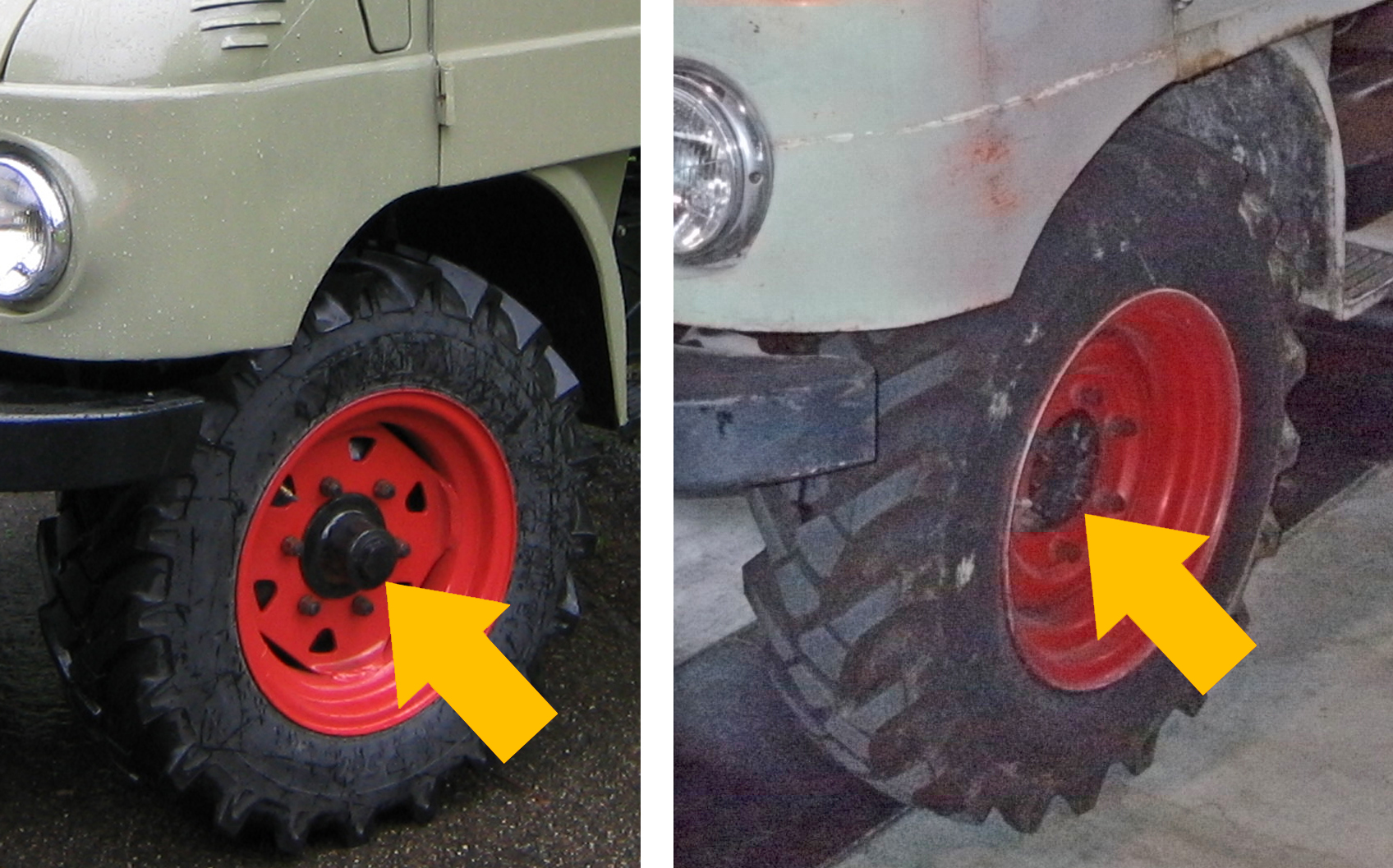
Gauche : Vis dans le moyeu de roue de «l'essieu en tôle», tel qu'installé sur le 411 original et le 411a. Droite : Nouvel essieu des 411b et 411c.

Grâce aux essieux portiques avec transmission à turbine, l'Unimog a une garde au sol relativement élevée malgré ses petites roues. Les essieux sont guidés par des tubes de poussée et des bielles Panhard. Les tubes de poussée sont montés dans des rotules sur la transmission et sont reliés rigidement aux engrenages différentiels des essieux. Les arbres de transmission qui transmettent le couple de la transmission aux essieux fonctionnent dans les tubes de poussée. Les essieux de l'Unimog sont amortis par deux ressorts hélicoïdaux (17 mm ou 18 mm à l'avant, d'abord 18 mm, puis 19,5 mm à l'arrière) avec ressorts internes supplémentaires et amortisseurs hydrauliques télescopiques. La suspension des roues permet un débattement de ressort particulièrement long et donc une grande articulation d'essieu, ce qui rend l'Unimog très adapté à une utilisation tout-terrain. L’Unimog 411 était livré de série avec des pneus 7,5-18″. Des pneus mesurant 10-18″ et plus tard 10,5-18″ étaient disponibles en équipement optionnel.

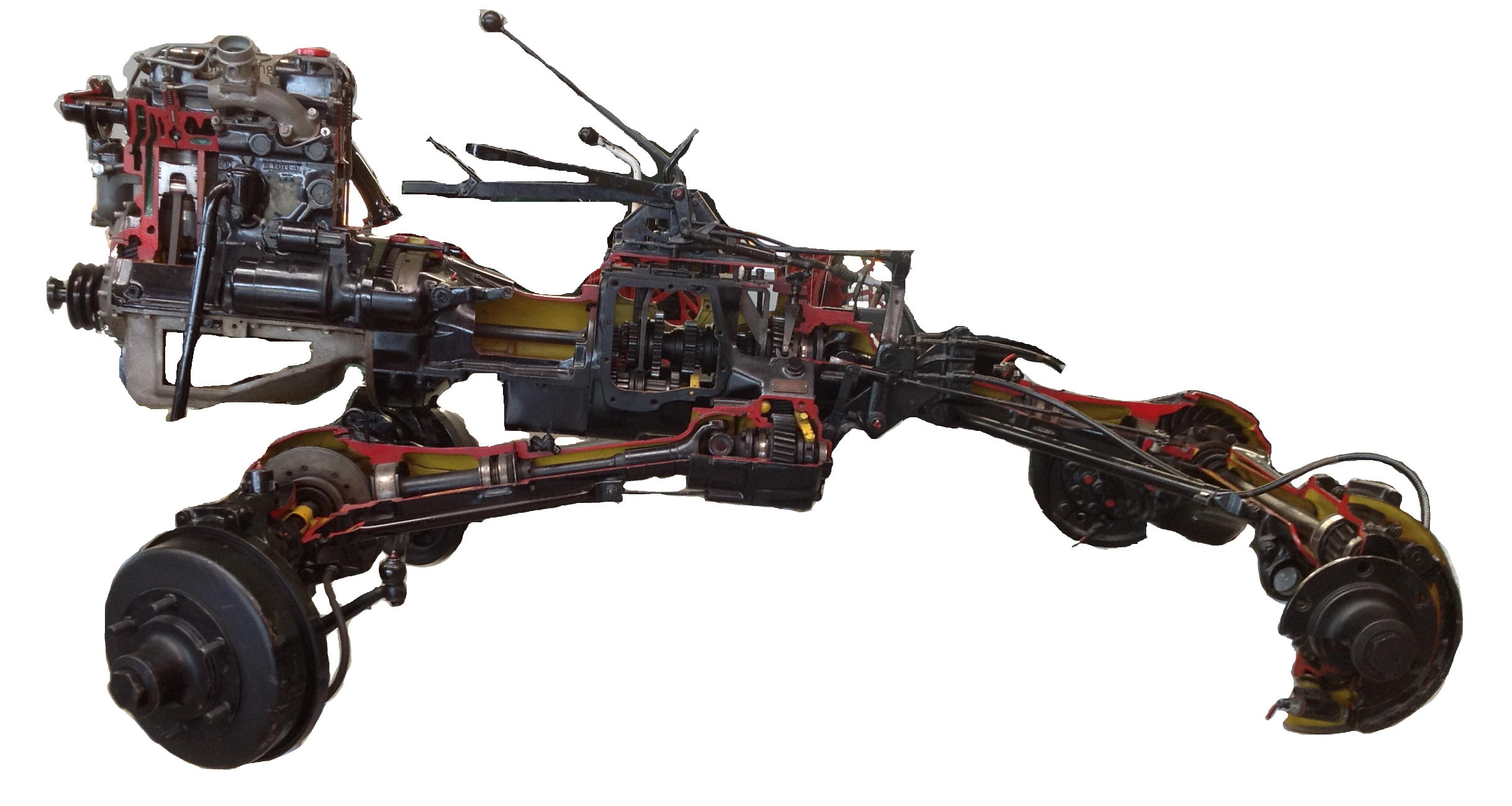
Chaîne cinématique de l'Unimog 411

Le 411 original et le type 411a sont équipés d'un essieu portique appelé «essieu en tôle», fabriqué par Erhard & Söhne. L'essieu en tôle se compose de deux coques en tôle en forme de U, chacune d'environ 1,2 m de long, avec un décalage pour le différentiel au milieu; Les deux coques en tôle sont soudées l'une au-dessus de l'autre pour former un axe banjo. Le différentiel et les arbres de transmission sont situés à l’intérieur. Un boîtier séparé pour les engrenages de la roue est vissé sur l'extérieur de chaque côté des essieux en tôle. Il y a une vis de fixation centrale dans le moyeu de roue, clairement visible de l'extérieur. À partir de 1963, avec le type 411b, Daimler-Benz a également installé l'essieu de l’Unimog 406 sous une forme modifiée sur le 411. Les nouveaux essieux sont constitués d'un carter de différentiel et de deux moitiés d'essieu moulées d'environ 0,6 m de long, aux extrémités intérieures desquelles est formée une demi-cloche de différentiel. Les deux moitiés d'essieu sont reliées verticalement au carter de différentiel à l'aide de vis hexagonales internes (axe en entonnoir). Les transmissions à turbine sont vissées aux extrémités extérieures. La particularité extérieure du nouvel essieu est le moyeu, duquel ne dépasse aucune vis de blocage de roue (voir photo de droite). Ce nouvel essieu était moins cher à fabriquer, plus facile à entretenir et plus résistant que l'essieu en tôle. Le rapport des essieux de l’Unimog sont de 25:7 (411 original, 411a, 411b) ou 35:9 (411c).

### Transmission

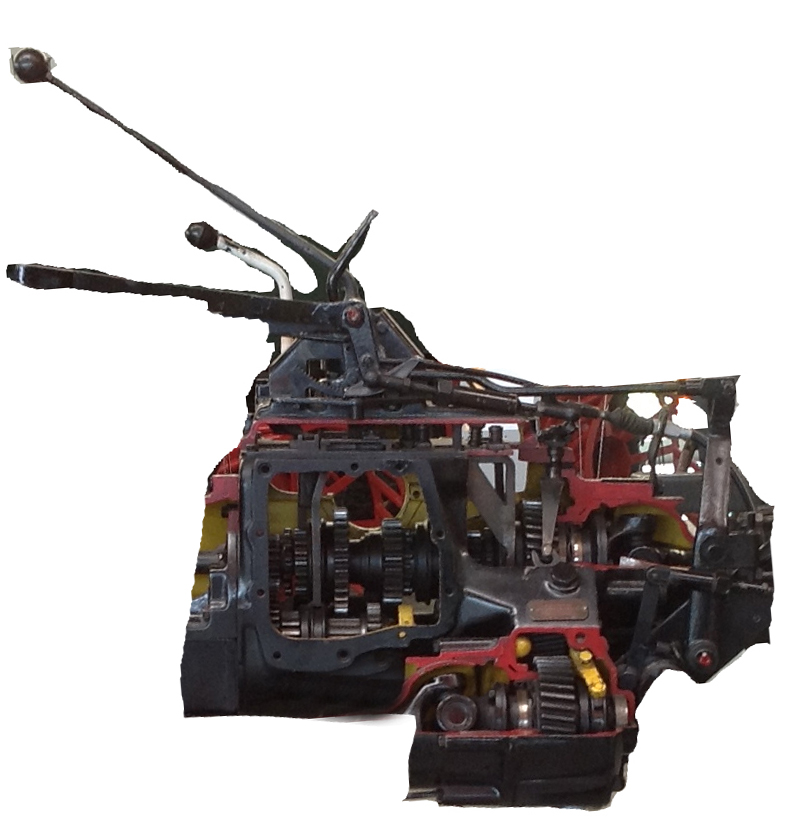
Boîte de vitesses synchronisée UG 1/11

Daimler-Benz a installé la boîte de vitesses UG1/11 dans l'Unimog 411, également connue sous le nom de boîte de vitesses F, conçue pour un couple d'entrée de 107,9 N·m. Elle est dotée d'engrenages à griffes, d'arbres à roulement à billes, de six vitesses avant et de deux vitesses arrière. Une boîte de vitesses sur chenilles à deux vitesses supplémentaires était disponible en option. Le grand levier supérieur est utilisé pour engager les vitesses avant, le petit levier du milieu est utilisé pour engager les vitesses arrière et le plus grand levier inférieur est utilisé pour sélectionner les vitesses lentes (voir photo à droite). À partir de mars 1957, la transmission pouvait être livrée synchronisée sur demande, en installant des billes, des pierres, des ressorts à lames et des anneaux de synchronisation; À partir de 1959, elle fut synchronisée de série et équipée de paliers lisses. La version synchronisée de cette transmission a été installée dans l'Unimog 404 à partir de 1955. Une boîte de transfert est directement bridée pour entraîner le train avant. La plage de vitesse va de 1 à 55 km/h,.

### Pneumatique
Le système pneumatique est au cœur du système de relevage du 411 original, car les relevages avant et arrière sont déplacés pneumatiquement, comme sur l'Unimog 401. Essentiellement, le système pneumatique se compose de six composants principaux : un compresseur, qui est entraîné par le moteur, une vanne de régulation, un réservoir d'air comprimé installé en diagonale en haut devant l'essieu arrière, l'unité de commande dans la cabine de conduite, le système de relevage arrière avec deux vérins pneumatiques et le système de relevage avant avec un vérin pneumatique. Le système pneumatique a été essentiellement repris de l'Unimog 401, mais renforcé pour une plus grande puissance de levage. Le grand réservoir d'air comprimé nécessitait, en particulier, de beaucoup d'espace. Sur demande, un vérin de levage pneumatique pour basculer la plate-forme était également disponible, qui fonctionnait à une pression d'environ 8 bars.

### Système hydraulique
À partir du type 411a, un système hydraulique était proposé; il n'était pas installé de série. Il se compose de six composants principaux : une pompe à huile à engrenages, un réservoir d'huile, deux vérins hydrauliques et deux unités de commande avec leviers de commande. La pompe hydraulique a une pression maximale de 150 bars. Le réservoir d'huile situé à l'avant de l'Unimog peut contenir 8,5 litres. Les unités de commande sont situées derrière le moteur; ils ont chacun un levier de commande. Les leviers de commande sont montés sur une tige sous le volant. Le conducteur peut utiliser le premier levier pour actionner le vérin hydraulique du relevage arrière. Il peut utiliser le deuxième levier pour contrôler les accessoires.

## Peinture
La plupart des véhicules sont adaptés au goût des années 1950 et, comme les véhicules précédents, sont peints en Unimog-Grün. L’Unimog-Grün était la couleur standard depuis le début de la production jusqu'en 1966, et est présent sur environ 54 % de tous les véhicules. Le Lkw-Grau était également disponible d’usine, il s’agit de la seule couleur qui a été conservée tout au long de la période de production. Cependant, seulement environ 3 % de tous les Unimog 411 jamais construits étaient peints dans cette couleur. À partir de 1966, le Lkw-Grün est utilisé comme couleur standard; cette couleur était déjà disponible sur l'Unimog 406 depuis 1963. Seulement 20 % de tous les véhicules jamais construits sont de cette couleur; 23 % ont été peints dans des couleurs spéciales proposées tout au long de la période de production. En raison du grand nombre de couleurs spéciales, elles ne sont pas répertoriées ici séparément. Outre l'armée, les clients les plus importants qui ont commandé une couleur spéciale étaient la Deutsche Bundesbahn et la Deutsche Bundespost.
Couleurs standards
| Lkw-Grün (DB 6277) | Lkw-Grau (DB 7187) | Unimog-Grün (DB 6286) |

Le châssis, le réservoir, les essieux et les ressorts n'étaient pas peints de couleur carrosserie, mais en Tiefschwarz (RAL 9005), les roues en Karminrot (RAL 3002). De 1958 à 1960, Daimler-Benz a utilisé un Chassisrot (DB 3575) pour ces pièces (à l'exception des roues). Dans les années 1970, Mercedes-Benz a également changé la couleur des roues en Tiefschwarz.
| Tiefschwarz (RAL 9005) | Karminrot (RAL 3002) | Chassisrot (DB 3575) |

## Accessoires

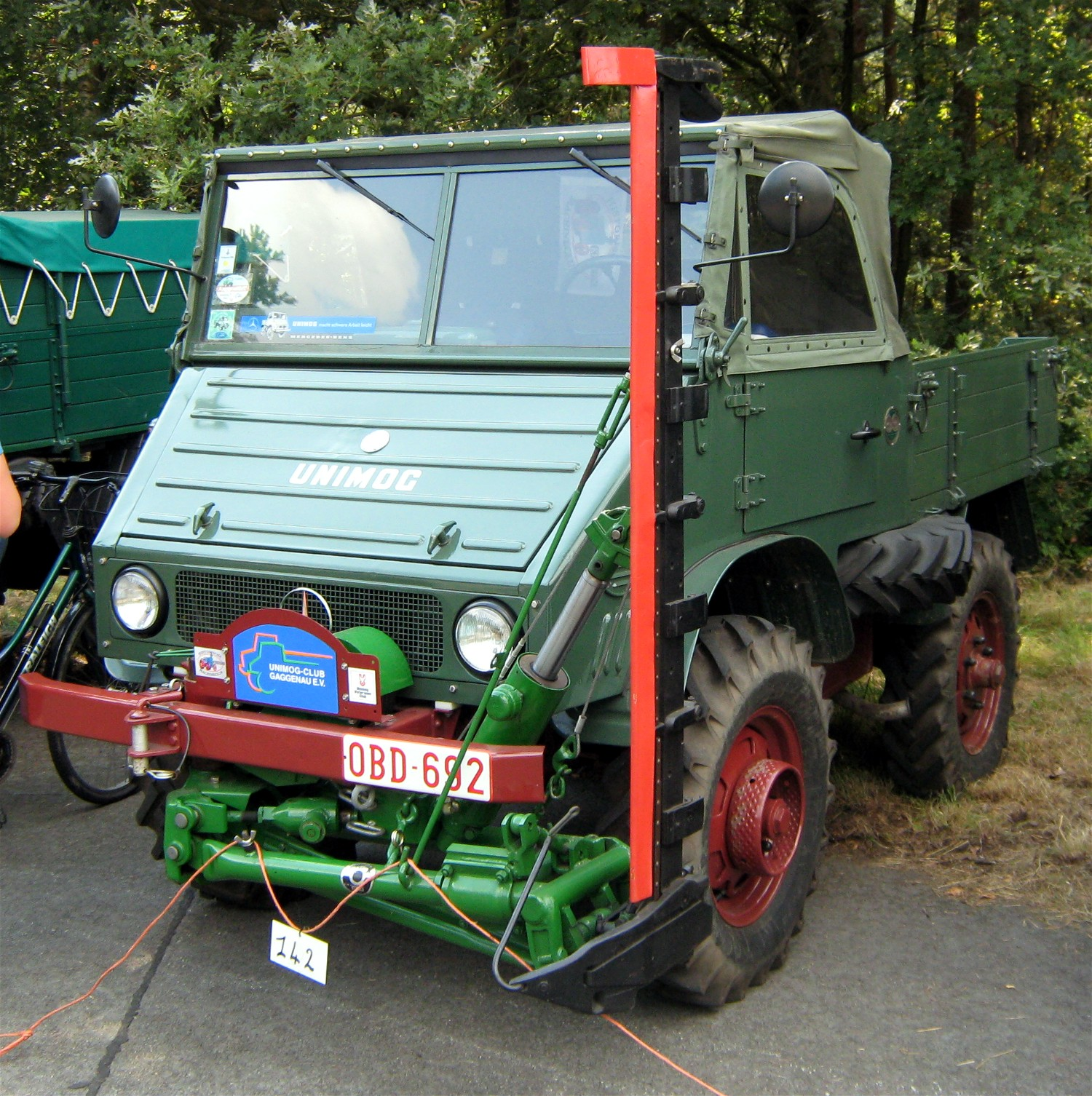
Faucheuse BM 62 KW sur base d'Unimog 411

Des accessoires étaient disponibles séparément moyennant un coût supplémentaire. Busatis a développé la faucheuse BM 62 KW spécifiquement pour l'Unimog 411 en collaboration avec Daimler-Benz. Comme pour les autres modèles d’Unimog, il y avait un treuil avant entraîné via la prise de force. Deux types différents de treuils à câble, Type A et Type C, chacun avec une force de traction d'environ 30 kN, étaient disponibles. Alors que le Type A est la version «simple», le Type C dispose d'un réducteur supplémentaire et d'un frein à bande, de sorte que le treuil de Type C convient également à l'abaissement de charges. Les deux treuils à câble ont une longueur de câble de 50 m et un diamètre de câble de 11 mm ou 12 mm. La vitesse du câble est réglable en continu entre 48 et 60 m/min. Electron a construit un générateur d'air comprimé pour l'Unimog 411, qui peut être utilisé pour entraîner des appareils à air comprimé externes tels que des marteaux-piqueurs ou des perceuses. Le générateur d'air comprimé est entraîné par la prise de force avant et délivre de l'air jusqu'à 2 200 dm³/min, la pression de fonctionnement est de 6 bars. Entre 1955 et 1957, Donges Stahlbau a développé, en coopération avec Daimler-Benz, l'Unikran Type SU, un semi-remorque-grue pour l'Unimog 411. L'Unikran Type SU a une capacité de charge de 2 942 daN (3 Mp) et une hauteur sous crochet d'environ 7 à 8 m. Il peut également être utilisé sans Unimog. Le constructeur suisse Haller a produit un frein moteur pour l'Unimog 411, qui a été installé ultérieurement sur un nombre important de véhicules.

## Évaluation ultérieure
Avec l'Unimog 411a, Daimler-Benz a réussi pour la première fois à étendre le concept d’un Unimog tracteur à un système de tracteur. Alors que l'Unimog initial était conçu comme un véhicule purement agricole, il était reconnu que l'Unimog 411 était également demandé dans d'autres domaines. Gerold Lingnau jugeait dans un numéro spécial du Frankfurter Allgemeine Zeitung de 1975 : «À peine 175 000 Unimog auraient été construits à ce jour s'ils étaient restés uniquement destinés à l'agriculture. Sa carrière a commencé très tôt dans d’autres domaines. […] Si l'Unimog est si polyvalent, c'est notamment grâce à une industrie des équipements active. Elle a très tôt compris son opportunité et, en étroite collaboration avec Daimler-Benz, a développé des centaines d'accessoires pour ce premier «porte-équipement» de l'histoire du véhicule». Carl-Heinz Vogler attribue le développement de l'Unimog en véhicule populaire auprès des municipalités, du secteur de la construction et du secteur des transports, à des développements constants tels que le châssis renforcé du type 411a et la plus grande cabine tout en acier type DvF.
La construction du châssis en échelle plate de l'Unimog 411 est extrêmement robuste; la rigidité en torsion et en flexion était inégalée à l'époque, ce qui a fait de l'Unimog 411 un véhicule particulièrement fiable. Cependant, le châssis de l'U 411 ne pouvait plus suivre le châssis à manivelle des Unimog 404 et 406, qui offre de meilleures propriétés de torsion.